# Monument aux morts Demba et Dupont
Le monument aux morts Demba et Dupont est un monument du sculpteur français Paul Ducuing, situé à Dakar (Sénégal).

## Histoire et symbolique
La statue est dévoilée sous le nom À la gloire des troupes noires et aux créateurs disparus de l’Afrique-Occidentale française le 30 décembre 1923 près de l'Assemblée nationale, dans le quartier de Dakar-Plateau à Dakar. Cette œuvre du sculpteur français Paul Ducuing (1867-1949) associe un tirailleur sénégalais et un poilu français  reposant sur un piédestal où figurent les effigies de cinq figures de l’AOF : Louis Faidherbe (Sénégal), Marie-Théophile Griffon du Bellay (Guinée française), William Merlaud-Ponty (Soudan français), François Joseph Clozel (Côte d’Ivoire) et Joost Van Vollenhoven,. Le choix des deux noms sculptés est induit par le fait qu’ils sont fort répandus en Afrique comme en France et sont considérés comme des archétypes.
Le fait que les deux soldats regardent dans la même direction, indiquée également par le rameau d’olivier levé par le soldat français, suggère la communauté de destin des deux frères d’armes, mais la main posée sur l’épaule du Tirailleur pouvant être perçue comme un geste paternaliste et rappeler le colonialisme,, la statue est déplacée dans la nuit du 13 au 14 août 1983 des abords de l’Assemblée nationale au cimetière Bel-Air. Ce déplacement est en réaction à la crise qui affecte le gouvernement du président Abdou Diouf, qui est accusé d'encourager le néo-colonialisme. Mais à l'occasion du lancement de la Journée du tirailleur, le 23 août 2004, le président de la République du Sénégal Abdoulaye Wade la fait réinstaller devant la gare de Dakar sur un lieu renommé Place du Tirailleur. En 2008, Abdoulaye Wade justifie ce choix de repositionner la statue : « Elle avait été reléguée dans un cimetière. Quand je suis arrivé au pouvoir, j’ai demandé qu’on aille la chercher car, pour moi, elle représente un pan de notre histoire. Il faut assumer l’histoire, quelle qu’elle soit. »
Un monument commémoratif situé à proximité immédiate porte désormais gravé : « À nos morts, honneur et reconnaissance éternelle de la Nation »,. La date du 23 août est une référence au jour de la libération de Toulon par les troupes coloniales débarquées le 15 août 1944. Le nouvel emplacement choisi, situé face à la gare Dakar-Niger et face à l’embarcadère de Gorée est symbolique dans la mémoire des Anciens Combattants car la place était le point de passage des soldats qui partaient rejoindre le front en Europe.
En septembre 2007, la place du Tirailleur sénégalais, le monument Demba et Dupont et le Square du Souvenir sont classés monuments historiques par le Ministère de la culture du Sénégal.